# Magnetno kvantno število
Magnetno kvantno število  (ali magnetno orbitalno kvantno število) je eno izmed kvantnih števil, ki se uporabljajo v kvantni mehaniki za opis kvantnih stanj elektrona v atomu. Magnetno kvantno število označujemo z  {\displaystyle m_{\ell }\,\!} (ali z m). Za vsak {\displaystyle l\,\!} lahko zavzame samo števila med –{\displaystyle l\,\!} in +{\displaystyle l\,\!} ali 
{\displaystyle -\ell \leq m_{\ell }\leq \ell \ }
Za dani {\displaystyle l\,\!} lahko {\displaystyle m_{\ell }\,\!} zavzame vsako vrednost med –{\displaystyle l\,\!} in +{\displaystyle l\,\!}, kar pomeni, da je za dano število {\displaystyle l\,\!}  možnih {\displaystyle 2l+1\,} magnetnih kvantnih števil. Magnetno kvantno število določa orientacijo orbitalne vrtilne količine v prostoru. Vsaka izmed 2l+1 možnih vrednosti magnetnega kvantnega števila določa projekcijo vektorja vrtilne količine na določeno smer. Ker je z vrtilno količino povezan magnetni moment, magnetno kvantno število določa projekcijo orbitalnega magnetnega momenta na smer magnetnega polja, kar ima za posledico razpad emisijskih (absorpcijskih) črt v spektru.   
Ostala kvantna števila elektrona v atomu so še {\displaystyle n\,\!} (glavno kvantno število ali n), {\displaystyle m_{\ell }\,\!} (orbitalno kvantno število ali l) in {\displaystyle m_{s}\,\!} (spinsko kvantno število ali s). Vsa kvantna števila enolično določajo kvantno stanje posameznega elektrona v atomu. Dva elektrona v istem atomu ne moreta imeti istih vseh štirih kvantnih števil (glej Paulijevo izključitveno načelo). Štiri kvantna števila enolično določajo kvantno stanje posameznega elektrona v atomu ali njegovo valovno funkcijo ali orbitale. 

## Energija elektronov
Magnetno orbitalno kvantno število ne določa energije elektrona. Magnetno kvantno število določa samo energijski premik orbit, če se atom nahaja v zunanjem magnetnem polju. Zaradi tega imenujemo to kvantno število magnetno kvantno število. 

### Zeemanov pojav
Značilen pojav, ki je povezan z magnetnim kvantnim številom, je Zeemanov pojav v katerem pride do razpada spektralnih črt v zunanjem magnetnem polju. Ta pojav je prvi opazil nizozemski fizik Pieter Zeeman (1865 – 1943). Opazil je, da nekatere črte v emisijskem spektru, če je snov, ki seva, v zunanjem magnetnem polju, razpadejo na več novih črt. Določene črte niso razpadle, ostale so nespremenjene. Možen je tudi obraten pojav (v absorpcijskem spektru), kjer pride do razpada absorpcijskih črt (inverzni Zeemanov pojav) 
To je povezano z vplivom zunanjega magnetnega polja na energijo elektronov. Zunanje magnetno polje razdeli energijske nivoje elektronov na več nivojev. Odmiki so odvisni od jakosti magnetnega polja, kar se uporablja za merjenje jakosti magnetnega polja na Soncu. Analogni pojav z električnim poljem je Starkov pojav. 
Magnetno kvantno števila je povezano z vrtilno količino z naslednjo zvezo :
{\displaystyle \mathbf {L} =\hbar {\sqrt {l(l+1)}}}
kjer se vrednost {\displaystyle \hbar =h/2\pi } imenuje reducirana Planckova konstanta (h je Planckova konstanta).
Če se atom nahaja v zunanjem magnetnem polju, je projekcija vrtilne količine v smeri magnetnega polja kvantizirana z magnetnim kvantnim številom {\displaystyle m_{\ell }\,\!}
{\displaystyle L_{z}=m_{l}\hbar }
| Odnosi med kvantnimi števili | Odnosi med kvantnimi števili                          | Odnosi med kvantnimi števili |
| orbitala                     | vrednost                                              | Število stanj za m           |
| ---------------------------- | ----------------------------------------------------- | ---------------------------- |
| s                            | {\displaystyle l=0,\quad m=0}                         | 1                            |
| p                            | {\displaystyle l=1,\quad m=-1,0,+1}                   | 3                            |
| d                            | {\displaystyle l=2,\quad m=-2,-1,0,+1,+2}             | 5                            |
| f                            | {\displaystyle l=3,\quad m=-3,-2,-1,0,+1,+2,+3}       | 7                            |
| g                            | {\displaystyle l=4,\quad m=-4,-3,-2,-1,0,+1,+2,+3,+4} | 9                            |